# Херминии
Херминиите (Herminii; Hermier; Herminier; лат. Gens Hermia) са римски gens с името (nomen) Хермий (Hermius). Те са от етруски произход. Мъжете носят името Херминий (Herminius) и малкото етруско име Лар (Lar).
Известни са двама от Херминиите:
- Тит Херминий, консул 506 и 493 пр.н.е.
- Спурий Херминий Корицинезан или Лар Херминий, консул 448 пр.н.е.